# Мессбауерівська спектроскопія
Мессбауерівська спектроскопія (рос. мессбауэровская спектроскопия, англ. Mossbauer spectroscopy; нім. Mößbauer-Spektroskopie f) – метод дослідження електронно-ядерних взаємодій і атомномолекулярної динаміки в твердих тілах. Мессбауерівська спектроскопія основана на використанні явища резонансного випромінювання і поглинання гамма-квантів атомними ядрами, яке тісно пов’язане з кристалічною ґраткою (ефект Мессбауера, 1958). Завдяки ефекту Мессбауера спектри випромінювання і поглинання гамма-квантів ядрами в твердих тілах при певних умовах можуть складатися з надвузьких ліній з природною шириною за рахунок теплового руху ядер. Різні хімічні сполуки даного елемента, що використовуються як джерела випромінювання (радіонуклідів) або поглиначів (нуклідів), мають свій характерний спектр випромінювання або поглинання відповідно. Вивчаючи ці спектри, можна судити про хімічний склад і структуру досліджуваної речовини. Мессбауерівська спектроскопія застосовується в геології для фазового аналізу руд і мінералів і як експресний метод, що має абс. вибірковість. Найпоширеніші дослідження залізо- і олововмісних руд і мінералів, однак немає принципових труднощів для застосування Мессбауерівської спектроскопії до вивчення природних сполук золота, рідкісноземельних елементів, актиноїдів і інших елементів. Крім того, Мессбауерівська спектроскопія може бути використана для вирішення завдань сейсмогеохімії, практичної і пошукової геології. 